# Duncan Armstrong
Duncan John D’Arcy Armstrong (ur. 7 kwietnia 1968 w Rockhampton) – australijski pływak. Dwukrotny medalista olimpijski z Seulu.

## Kariera sportowa
Specjalizował się w stylu dowolnym. Zawody w 1988 były jego pierwszymi igrzyskami olimpijskimi, startował również cztery lata później. W Seulu zwyciężył na dystansie 200 metrów, bijąc przy tym rekord świata, był drugi na 400 metrów kraulem. Na drugim z tych dystansów zwyciężył w 1986 na igrzyskach Wspólnoty Narodów w Edynburgu.
W 1996 został przyjęty do International Swimming Hall of Fame.